# 真芒巨口魚
真芒巨口魚（学名：Eupogonesthes xenicus）为輻鰭魚綱巨口鱼目巨口鱼科的其中一種。分布於東印度洋海域，為深海魚類，棲息深度200-600公尺，本魚身體褐色或黑色，成對的尾鰭沒有顏色，脂鰭色彩豔麗，下巴觸鬚長，體長可達11.4公分。

## 外部連結
- 真芒巨口魚的圖片[永久]